# Regine Winter
Regine Winter (* 6. Januar 1957 in Nienburg/Weser) ist eine deutsche Juristin. Sie war von Februar 2009 bis Dezember 2022 Richterin am Bundesarbeitsgericht.

## Leben
Regine Winter schlug zunächst nicht eine juristische Ausbildung ein, sondern studierte an der Evangelischen Fachhochschule Hannover zunächst Sozialwesen. Sie schloss dieses Studium 1982 mit dem Diplom als Sozialarbeiterin/Sozialpädagogin ab. Nach dem Anerkennungsjahr beim Landkreis Verden/Aller im Allgemeinen Sozialdienst und einem USA Aufenthalt folgte das Studium der Rechtswissenschaft an der Universität Bremen, wo sie 1997 auch promovierte. 1996 begann Regine Winter ihre Karriere als Richterin in Brandenburg, wo sie zunächst am Arbeitsgericht Cottbus tätig war. Sie wurde von dort zunächst an das Landesarbeitsgericht Brandenburg und dann von 2000 bis 2001 als wissenschaftliche Mitarbeiterin an das Bundesarbeitsgericht abgeordnet. Hieran schloss sich eine Abordnung an den Gerichtshof der Europäischen Gemeinschaften als Rechtsreferentin an, wo sie zuletzt für die Generalanwältin Verica Trstenjak tätig war. Mit Wirkung zum 1. Februar 2009 wurde sie zur Richterin am Bundesarbeitsgericht ernannt. Am 31. Dezember 2022 trat Winter in den Ruhestand.